# Chrono Gatineau 2013
La 4e édition du Chrono Gatineau a eu lieu le 20 mai 2013. La course fait partie du calendrier international féminin UCI 2013 en catégorie 1.1. L'épreuve est remportée par l'Américaine Carmen Small.

## Classements

### Classement final
| \| Classement général \| Classement général \| Classement général \| Classement général \| Classement général \| \| Coureuse \| Coureuse \| Pays \| Équipe \| Temps \| \| ------------------ \| ------------------ \| ------------------ \| ------------------------------ \| ------------------ \| \| 1re \| Carmen Small \| États-Unis \| Specialized-Lululemon \| 24 min 51 s \| \| 2e \| Joëlle Numainville \| Canada \| Optum-Kelly Benefit Strategies \| + 28 s \| \| 3e \| Chantal Blaak \| Pays-Bas \| Tibco-To the Top \| + 36 s \| \| 4e \| Janel Holcomb \| États-Unis \| Optum-Kelly Benefit Strategies \| + 40 s \| \| 5e \| Lauren Hall \| États-Unis \| Optum-Kelly Benefit Strategies \| + 46 s \| \| 6e \| Claudia Häusler \| Allemagne \| Tibco-To the Top \| + 50 s \| \| 7e \| Shelley Olds \| États-Unis \| Tibco-To the Top \| + 58 s \| \| 8e \| Jamie Bookwalter \| États-Unis \| Colavita–Fine Cooking \| + 1 min 03 s \| \| 9e \| Denise Ramsden \| Canada \| Canada \| + 1 min 06 s \| \| 10e \| Lex Albrecht \| Canada \| \| + 1 min 14 s \| |                    |            |                                |              |
| |                    |            |                                |              |
| Source : Cycling Quotient |                    |            |                                |              |
| Classement général |                    |            |                                |              |
| Coureuse | Coureuse           | Pays       | Équipe                         | Temps        |
| 1re | Carmen Small       | États-Unis | Specialized-Lululemon          | 24 min 51 s  |
| 2e | Joëlle Numainville | Canada     | Optum-Kelly Benefit Strategies | + 28 s       |
| 3e | Chantal Blaak      | Pays-Bas   | Tibco-To the Top               | + 36 s       |
| 4e | Janel Holcomb      | États-Unis | Optum-Kelly Benefit Strategies | + 40 s       |
| 5e | Lauren Hall        | États-Unis | Optum-Kelly Benefit Strategies | + 46 s       |
| 6e | Claudia Häusler    | Allemagne  | Tibco-To the Top               | + 50 s       |
| 7e | Shelley Olds       | États-Unis | Tibco-To the Top               | + 58 s       |
| 8e | Jamie Bookwalter   | États-Unis | Colavita–Fine Cooking          | + 1 min 03 s |
| 9e | Denise Ramsden     | Canada     | Canada                         | + 1 min 06 s |
| 10e | Lex Albrecht       | Canada     |                                | + 1 min 14 s |